# Candijay
Candijay ist eine philippinische Stadtgemeinde in der Provinz Bohol. Sie hat 29.475 Einwohner (Zensus 1. August 2015). An der Küste erstreckt sich die Cogtong-Bucht, an deren Küstenlinie erstrecken sich ausgedehnte Mangrovenwälder und Wattflächen. Das Tagaytay-Riff und die Inseln Katiil, Tabongdio, und Calanggaman liegen der Gemeinde vorgelagert in den Gewässern des Canigao-Kanals.

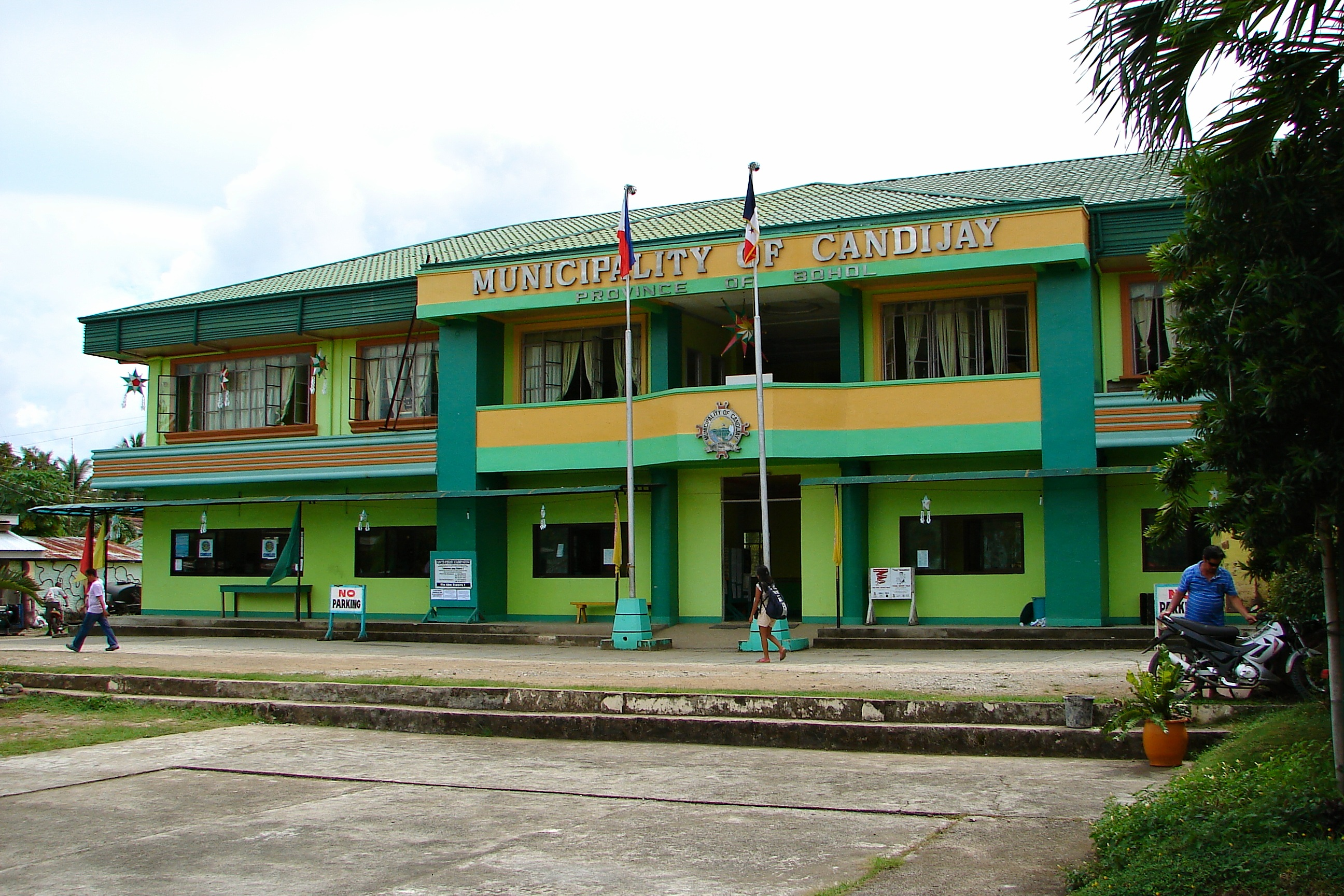
Rathaus
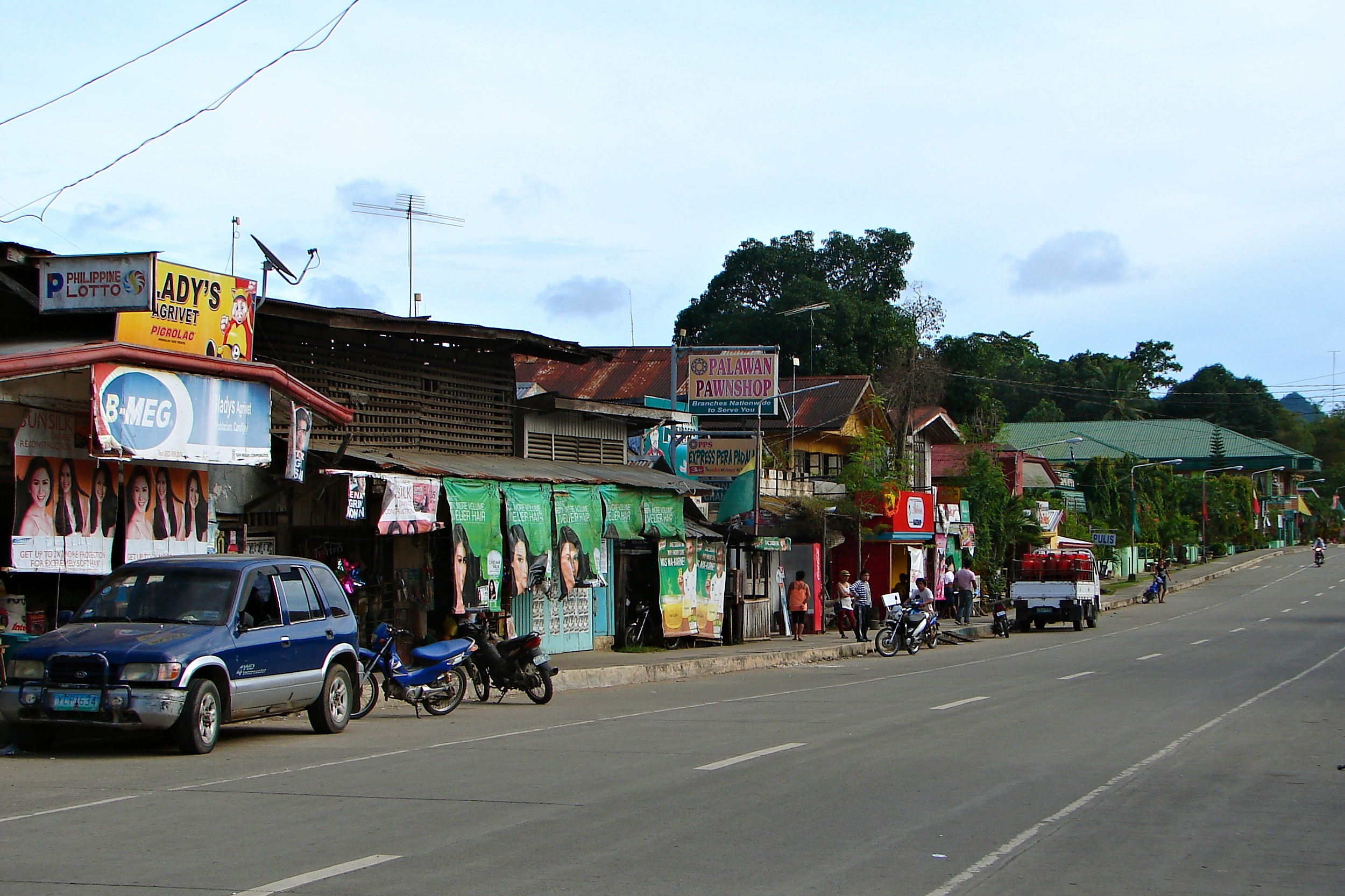
Centrum

## Baranggays
Candijay ist politisch in 21 Baranggays unterteilt.
| - Abihilan - Anoling - Boyo-an - Cadapdapan - Cambane - Can-olin - Canawa - Cogtong - La Union - Luan - Lungsoda-an | - Mahangin - Pagahat - Panadtaran - Panas - Poblacion - San Isidro - Tambongan - Tawid - Tugas - Tubod (Tres Rosas) |